# Dąbrówka (gmina Moskorzew)
Dąbrówka – wieś sołecka w Polsce położona w województwie świętokrzyskim, w powiecie włoszczowskim, w gminie Moskorzew. 
Położona 8 km na północ od Moskorzewa, 22 km na południe od Włoszczowy, 73 km na południowy zachód od Kielc.
W latach 1975–1998 miejscowość należała administracyjnie do województwa częstochowskiego.